# Бернд Ландфойґт
Бернд Ландфойґт (нім. Bernd Landvoigt, 23 березня 1951) — німецький академічний веслувальник.
Олімпійський чемпіон 1976, 1980 років у складі розпашної двійки без стернового, бронзовий призер 1972 року в складі вісімки.
Чемпіон світу 1974, 1975, 1978, 1979 років у складі розпашної двійки без стернового.